# Заруддя (Зборівська міська громада)
Зару́ддя —  село в Україні, у Зборівській міській громаді Тернопільського району Тернопільської області. Розташоване на річці Західна (Мала) Стрипа (права притока Стрипи), на заході району. 
До 2016 центр Заруднянської сільської ради, якій були підпорядковані села Коршилів, Лавриківці, Озерянка, Травотолоки. 
Населення становить — 417 осіб (2003).

## Історія
Поблизу Заруддя виявлено археологічні пам'ятки давньоруської культури.
Перша писемна згадка — 1570.
Від 1743 — містечко, був замок.
Входило до складу Золочівського округу — адміністративної одиниці Королівства Галичини та Володимирії у складі імперії Габсбурґів (з 1804 р. Австрійської імперії).
Діяли «Просвіта» та інші українські товариства.
Під час І світової війни частково зруйноване.
12 червня 2020 року, відповідно до розпорядження Кабінету Міністрів України № 724-р «Про визначення адміністративних центрів та затвердження територій територіальних громад Тернопільської області» увійшло до складу Зборівської міської громади.
19 липня 2020 року, в результаті адміністративно-територіальної реформи та ліквідації Зборівського району, село увійшло до складу Тернопільського району.

## Релігія
- церква Івана Богослова (1905, перебудована з костелу святої Марії Неустанної Допомоги та освячена у 2008, УГКЦ, парох о. Михайло Небельський)
- церква Воздвиження Чесного і Животворящого Хреста (1927, реставрована [2000], УГКЦ, парох о. Михайло Небельський).

## Видатні постаті
- Павло Коваль — підпільний греко-католицький священник, колишній парох с. Заруддя;
- Іван Питльований (1915—1946) — лицар Бронзового хреста бойової заслуги УПА;
- Мирон Сагайдак (1944—2023) — український громадсько-культурний діяч, краєзнавець, кінорежисер, кінооператор, методист-педагог кіноаматорів і фотолюбителів, телефоторепортер, художник-аматор.

## Пам'ятники
Споруджено пам'ятник воїнам-односельцям, полеглим у німецько-радянській війні (1967).
Встановлено пам'ятні хрести на честь:
- тверезості (1898)
- скасування панщини (18 травня 1848).

Знаходиться захоронення загиблих воїнів Вермахту загиблих під час другої світової війни

## Соціальна сфера
Діють загальноосвітня школа І-ІІ ступенів, клуб, бібліотека, ФАП, відділення зв'язку, 3 торговельні заклади.

## Галерея

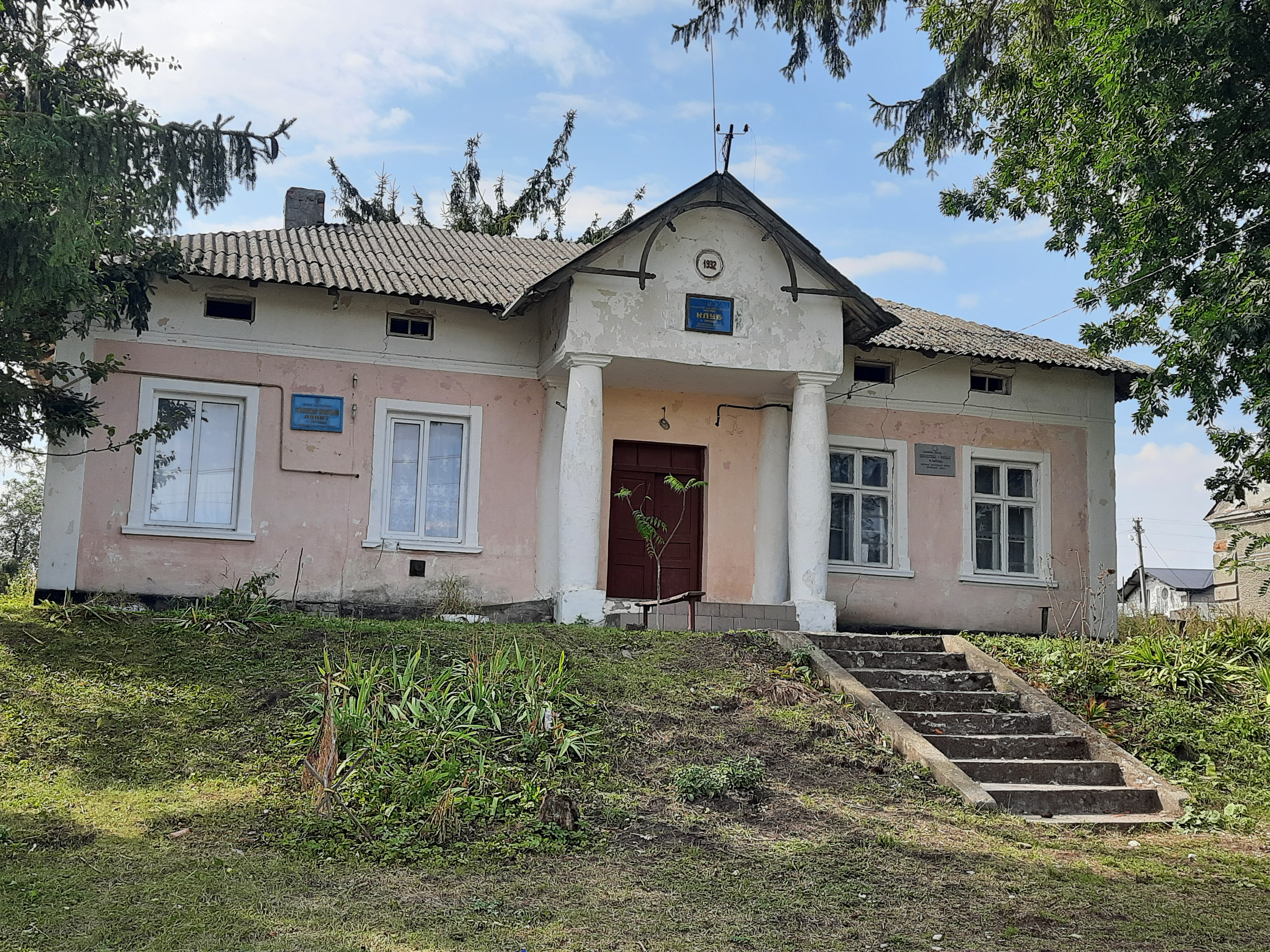
Клуб
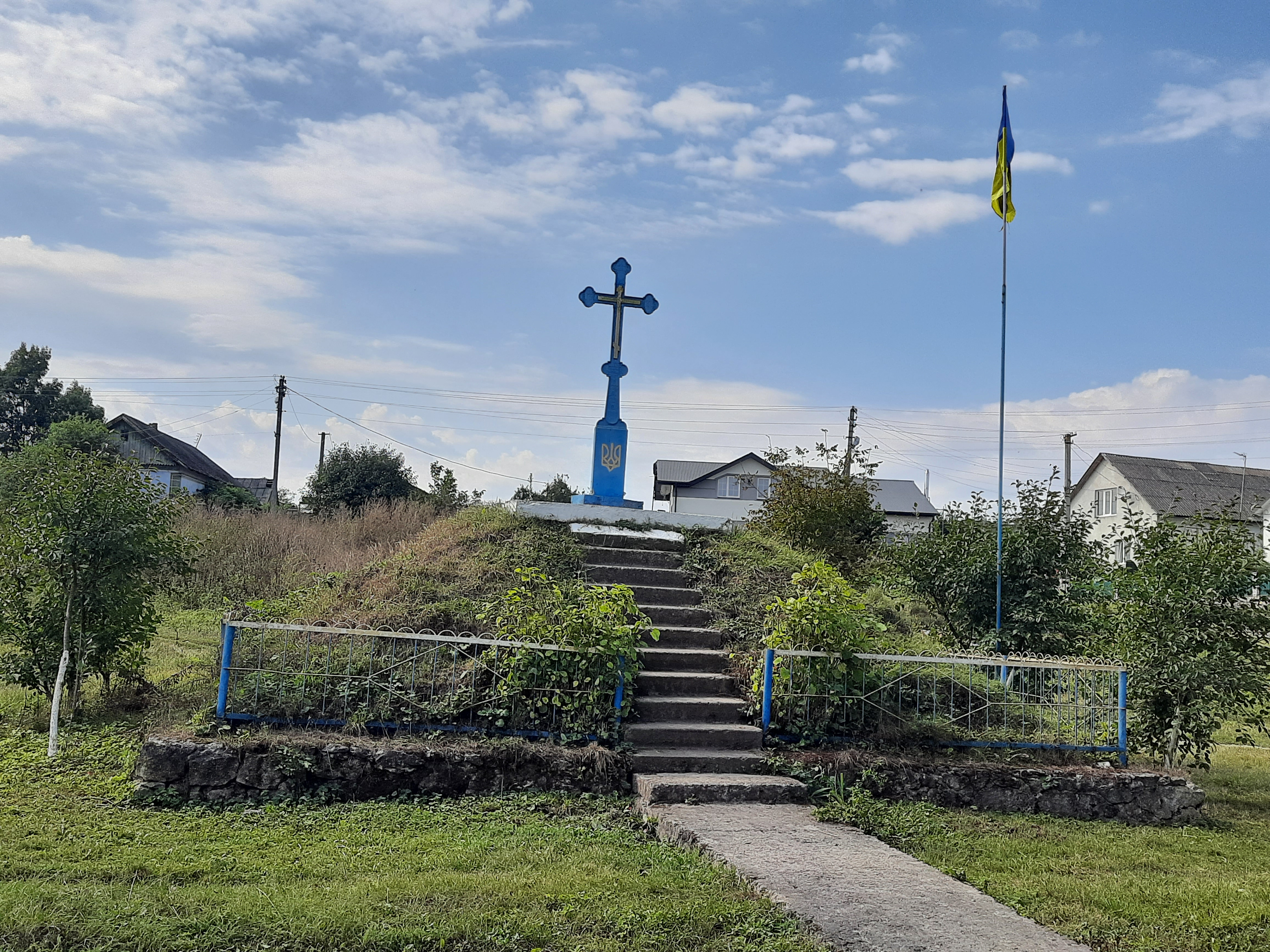
Символічна могила Борцям за волю України
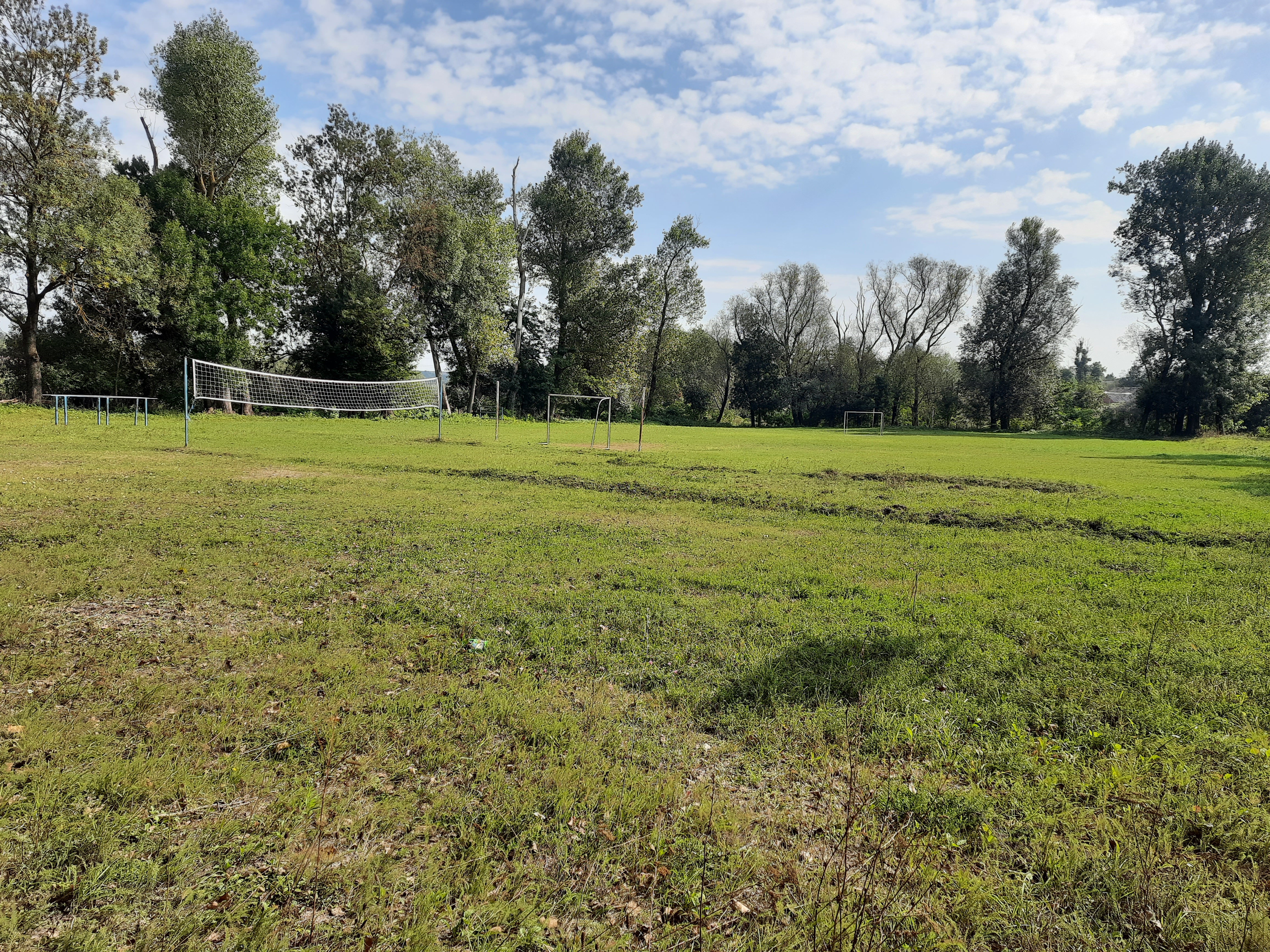
Спортивний майданчик